# Rehab (песня Рианны)
«Rehab» (с англ. — «Реабилитация») ― песня барбадосской певицы Рианны с её третьего студийного альбома Good Girl Gone Bad (2007). Def Jam Recordings представила песню на Contemporary hit radio в Соединённых Штатах 6 октября 2008 года в качестве восьмого и последнего сингла с альбома. Она была выпущена в Великобритании в качестве CD-сингла 8 декабря 2008 года. Сингл достиг первой десятки в чартах Австрии, Германии, Нидерландов и Норвегии. Он достиг 16-го места в UK Singles Chart и 18-го места в Billboard Hot 100. Он был сертифицирован дважды платиновым Американской ассоциацией звукозаписывающей индустрии (RIAA).

## Создание
«Rehab» ― одна из трех песен, написанных и спродюсированных Тимбалэндом для третьего студийного альбома Рианны Good Girl Gone Bad. Тимбалэнд был в туре с Джастином Тимберлейком для продвижения альбома FutureSex/LoveSounds, который он также продюсировал. После завершения шоу в Чикаго они присоединились к Рианне в студии, где Тимберлейк экспериментировал с ритмами и мелодиями. Несколько недель спустя все трое собрались в Нью-Йорке, где Тимберлейк уже придумал песню для Рианны. Тимбалэнд сочинял песню под названием «Rehab» для Рианны, когда вошёл Тимберлейк и начал импровизировать. Хэннон Лейн был соавтором и сопродюсером песни, а Демасио Кастельон записал и смикшировал её в 2007 году в Roc The Mic Studios в Нью-Йорке.
Тимберлейк рассказал Entertainment Weekly, что, по его мнению, песня станет возможностью для Рианны стать самодостаточной певицей в музыкальной индустрии. Рианна рассказала Роберту Копси из Digital Spy, что ей понравилось работать с Тимберлейком, и она многому научилась на сессиях. Она сказала: Работать с Джастином в студии просто здорово. Он веселый парень и старается создать приятную атмосферу в студии. Он также гений, когда дело доходит до текстов песен.

## Музыкальное видео
Рианна сняла клип на песню с Джастином Тимберлейком в парке Васкес Рокс, недалеко от Лос-Анджелеса, 22 октября 2008 года. Режиссёром клипа выступил Энтони Мандлер. Премьера видео состоялась 17 ноября 2008 года на MTV и канале Рианны на YouTube.

## Трек-лист
| - CD single / Digital download 1. «Rehab» — 4:54 2. «Rehab» (Instrumental) — 4:54 - US / CAN exclusive digital download 1. «Rehab» (Timbaland Remix) — 3:30 |

## Чарты
| Чарт (2008—2009)                     | Высшая позиция |
| ------------------------------------ | -------------- |
| Australia (ARIA)                     | 26             |
| Austria (Ö3 Austria Top 75)          | 9              |
| Belgium (Ultratip Flanders)          | 14             |
| Belgium (Ultratip Wallonia)          | 6              |
| Canada (Canadian Hot 100)            | 19             |
| Czech Republic (IFPI)                | 25             |
| Denmark (Tracklisten)                | 16             |
| European Hot 100 Singles             | 13             |
| France (SNEP)                        | 19             |
| Finnish Download Chart               | 30             |
| Germany (Media Control AG)           | 4              |
| Hungary (Rádiós Top 40)              | 21             |
| Ireland (IRMA)                       | 22             |
| Israel (Media Forest)                | 1              |
| Italian Download Chart               | 30             |
| Netherlands (Dutch Top 40)           | 3              |
| New Zealand (RIANZ)                  | 12             |
| Norway (VG-lista)                    | 4              |
| Slovakia (IFPI)                      | 8              |
| Sweden (Sverigetopplistan)           | 28             |
| Switzerland (Schweizer Hitparade)    | 13             |
| UK Singles (Official Charts Company) | 16             |
| US Billboard Hot 100                 | 18             |
| US Hot R&B/Hip-Hop Songs (Billboard) | 52             |
| US Pop Songs (Billboard)             | 17             |

| Чарт (2010)                     | Позиция |
| ------------------------------- | ------- |
| Brazil (Brasil Hot 100 Airplay) | 35      |

| Чарт (2009)                       | Позиция |
| --------------------------------- | ------- |
| Austria (Ö3 Austria Top 75)       | 74      |
| Canada (Canadian Hot 100)         | 89      |
| Germany (Official German Charts)  | 57      |
| Netherlands (Dutch Top 40)        | 44      |
| Hungary (Rádiós Top 40)           | 89      |
| Switzerland (Schweizer Hitparade) | 65      |

## Сертификации
| Регион | Сертификация  | Продажи   |
| --- | ------------- | --------- |
| Дания (IFPI Danmark) | Золотой       | 7500^     |
| Германия (BVMI) | Золотой       | 150 000   |
| Новая Зеландия (RMNZ) | Золотой       | 7500*     |
| Великобритания (BPI) | Золотой       | 400 000   |
| США (RIAA) | 2× Платиновый | 2 000 000 |
| * Данные о продажах приведены только на основе сертификации. · ^ Данные о тиражах приведены только на основе сертификации. · Данные о продажах + прослушиваниях приведены только на основе сертификации. |               |           |